# 온정균

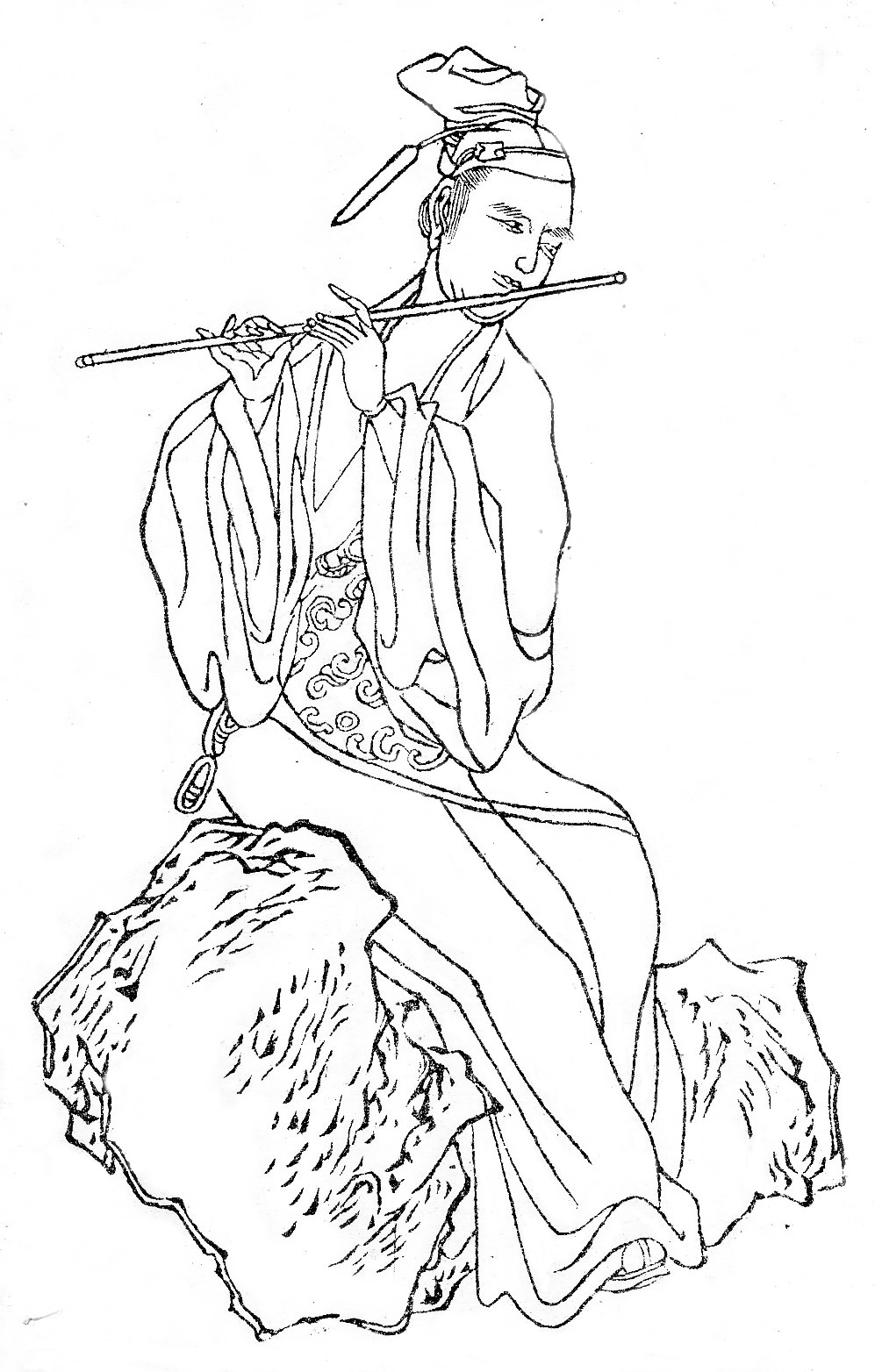
온정균

온정균(溫庭筠, 812년∼870년)은 중국 당나라 시기의 시인이다. 본명은 기(岐), 자는 비경(飛卿)이며, 지금의 산시성(山西省) 치현(祁縣)인 태원(太原) 기(祁)에서 태어났다.

## 생애
어려서부터 거문고와 피리를 잘 다루었고, 영민하고 문재(文才)가 뛰어났으며 글을 잘 지었다. 그는 ‘온팔차(溫八叉)’· ‘온팔음(溫八音)’이라는 별명을 가지고 있는데, 이는 온정균이 과거시험장에서 8번 팔짱을 끼었다 풀자 팔운시(八韻詩)가 완성되었다 하여 붙여진 것이다. 이렇게 재주가 뛰어났지만, 과거시험에는 누차 낙방했다. 함통(咸通) 6년(865년) 온정균은 국자조교(國子助敎)에 임명되어 국자감시(國子監試)를 관장했다. 그는 문장으로 사람을 판단하겠다는 기준을 제시했는데, 이것이 권세가와 귀족의 불만을 샀다. 또한 그가 시정을 비판하고 부패한 자를 폭로한 시문을 지은 것이 재상 등의 분노를 사서 결국 방성위(方城尉)로 폄관되었다. 이미 고령이었던 그는 함통 7년(866년), 우울함 속에 죽고 말았다.

## 문학
온정균은 시와 사에서 모두 뛰어나, 시에 있어서는 이상은(李商隱)과 명성을 견주었고, 사에 있어서는 위장(韋莊)과 이름을 나란히 했다. 그의 시사는 대상의 천착에 뛰어났고, 색채미와 음률미가 있었다. 시는 개인의 조우, 시정에 대한 생각, 행려 중에 느낀 감회 등을 담고 있고, 사는 여인의 규정을 담아 섬세하고 정교한 작품이 많다.

### 온정균의 사
온정균은 만당(晩唐)의 시인이자 사인인데, 특히 그의 사는 중국문학사에서 중요한 위치를 차지하고 있다. 역대의 평론가는 그를 ‘화간파(花間派)의 비조(鼻祖)’라고 평가했는데, 그것은 사의 풍격이나 성격을 규정짓는 데 큰 역할을 한 《화간집(花間集)》에 온정균의 사가 가장 많이 수록되어 있기 때문이다. 사는 본래 민간에서 발생했지만, 온정균의 손에서 단련되어 문사들의 관심을 받게 되었고, 이후 오대와 송대 사인들이 경쟁적으로 창작하게 되어 중국문학의 주요 장르로 자리매김하게 되었다. 온정균 이전에 몇몇 시인들이 민간사 형식을 빌려 사를 짓기도 했지만, 온정균은 음악적 재능을 살려 여러 사조를 만들어냈고, 문학적 재능을 쏟아 누구보다도 많은 사를 창작해 낭만적이고 유미적인 감성을 표현했다. 온정균 사의 주제는 대략 여성의 자태, 사랑, 그리움, 이별과 원망으로 한정된다. 편협하다는 느낌이 있을 수 있지만, 이는 온정균 개인의 성향과 사의 초기 성격에 기인한다고 보는 것이 타당하다.

## 일화
온정균의 성격에 관한 일화는 여럿 전하는데, 대체로 그의 낭만적인 성격과 방탕한 품행이 주를 이룬다. 온정균이 처음 장안(長安)에 왔을 때에는 많은 사람이 그의 출중한 재주를 존중했으나, 그는 자신의 재주를 믿고 주색에 빠져 염려한 문사만을 짓거나 권력자를 비꼬거나 비판하는 일을 일삼아 금방 미움을 받게 되었다. 과거시험장에서도 자신의 재주를 자랑하고자 여러 번 부정행위를 저질렀고, 승상이나 권력자, 심지어 왕에게도 방자하게 구는 등, 본래부터 상대방의 기분을 맞추거나 자신을 낮추는 데 소질이 없었던 것 같다.

## 발해 왕자에게 지어준 전별 한시
《전당시》(全唐詩) 권 583에는, 귀국하는 발해(渤海) 왕자에게 전별의 의미로 지어준 것으로 전하는 온정균의 한시가 수록되어 있다.
| 본국으로 돌아가는 발해의 왕자를 전송하다(送渤海王子歸本國) | 본국으로 돌아가는 발해의 왕자를 전송하다(送渤海王子歸本國) |
| ---------------------------------------------------------- | ---------------------------------------------------------- |
| 疆理雖海重                                                 | 그대의 나라는 비록 바다 너머에 있으나                      |
| 車書本一家                                                 | 수레 타고 글 읽는 것은 본디 한 집안이라                    |
| 盛勳歸舊國                                                 | 큰 공 세우고 제 나라로 돌아가면서                          |
| 佳句在中華                                                 | 아름다운 시구를 중화 땅에 남기고 가도다                    |
| 定界分秋漲                                                 | 경계를 나누는 저 가을의 바다로                             |
| 開帆到曙霞                                                 | 닻을 올려 새벽 노을 속으로 간다                            |
| 九門風月好                                                 | 궐문에 걸린 바람과 달이 아름다운데                         |
| 回首是天涯                                                 | 머리 돌리자 하늘가에 걸려 있구나.                          |

## 참고 문헌
- 본 문서에는 지식을만드는지식에서 CC-BY-SA 3.0으로 배포한 책 소개글 중 "온정균 사선" 의 소개글을 기초로 작성된 내용이 포함되어 있습니다.